# Crosshaven
Crosshaven (Bun an Tabhairne en irlandais) est une ville du comté de Cork en république d'Irlande.
La ville de Crosshaven compte 1 669 habitants.
Crosshaven est jumelée avec Pleumeur-Bodou en Bretagne.